# Het Nianmonster
Het Nianmonster is het 278e stripverhaal van Jommeke. De reeks wordt getekend door Studio Jef Nys. Het album verscheen op 11 december 2015.

## Personages
Jommeke, Filiberke, de begijntjes, Flip, professor Gobelijn en Anatool.

## Verhaal
Heel ver van Zonnedorp, in het zuiden van China, zakt de zon achter het gebergte van het dorp, Guanxi. Een visser dobbert rustig over de Li-rivier tot wanneer hij plots wordt opgeschrikt door een vreemd geluid. Hij slaat in paniek op de vlucht.
Op hetzelfde moment in Zonnedorp staat de zon al hoog boven het begijnhof. De begijntjes zijn na een strenge winter druk bezig met de grote lenteschoonmaak van hun binnenplein. Op dat moment brengt de postbode een brief. De brief is afkomstig van Rosalieke, het nichtje van Eufrasieke, die voor verschillende weeskindjes in China zorgt. Ze nodigt de begijntjes uit om een bezoekje te brengen aan haar dorp, Guanxi. Na een lange vlucht komt het vliegtuig aan in het dorpje. Ze ontmoeten daar Rosalieke. Ze vertelt dat het dorp voornamelijk leeft van de visvangst. De aalscholvers zijn watervogels die de vissers helpen bij de visvangst. Deze vogels zijn zo belangrijk dat ze een eigen tempel hebben. Daar ligt een eeuwenoud masker, de beschermer van de watervogels. Het masker wordt elk jaar met bladgoud overplakt en is zeer kostbaar.
Wanneer het dorp in een diepe slaap is verzonken, duikt er plots een monsterlijke gedaante op. Het monster sluipt door het dorp naar een van de huisjes. Plots weerklinkt een angstaanjagend geluid. Iedereen wordt wakker. Rosalieke heeft een vermoeden. Het Nianmonster zou weleens het dorp binnengedrongen kunnen zijn. Het monster is een legende waar niemand in geloofde, maar de dorpelingen beweren dat het monster werkelijk leeft. Jommeke wordt opgetrommeld om enige klaarheid te brengen in deze geheimzinnigheid.
Professor Gobelijn geeft enige uitleg rond de legende van het Nianmonster en niet veel later wordt met de vliegende bol koers gezet naar Paradijseiland om Mataboe op te pikken. Mataboe is een extra kracht en is ook bijzonder geliefd bij de begijntjes. Een aantal uurtjes later zijn Jommeke en zijn vrienden ook in China.
Die nacht wordt Rosalieke door het Nianmonster ontvoerd. Het kostbare masker dat instaat voor de bescherming van de aalscholvers, is ook uit de tempel verdwenen. Het hele dorp staat in rep en roer. De aalscholvers van het dorp worden onrustig en vliegen het masker achterna. Een zoektocht wordt gestart. Jommeke en zijn vrienden volgen de aalscholvers door de Chinese wildernis. Wanneer ze aan de voet van een berg aankomen vinden ze al snel een toegang tot een geheime gang. Voor de ingang ligt een zware rots. Dit is geen probleem voor Mataboe. Hij kan de rots moeiteloos verplaatsen. Jommeke en zijn vrienden trekken verder de ondergrondse grot in.
In een van de onderaardse ruimten komen ze oog in oog te staan met het Nianmonster. Dit blijkt achteraf een soort robot te zijn. Jommeke en Flip weten Rosalieke op te sporen maar dan duikt plots Anatool, met twee Chinese helpers, op. Jommeke, Flip en Rosalieke worden gevangen gezet in een vergeetput. Rosalieke weet Jommeke al vlug te bevrijden van zijn boeien. Meteen wordt ook Flip uit de kooi, waar hij werd in opgesloten, bevrijd. Flip kan de anderen informeren over wat er aan de hand is. Anatool probeert intussen te ontsnappen met het gestolen masker, maar Mataboe steekt daar net op tijd een stokje voor.
Diezelfde avond genieten Jommeke en zijn vrienden van een prachtig feest. Het eeuwenoud masker staat terug veilig op zijn plaats in de tempel. Tot slot wordt Anatool gestraft. Hij moet de afwas doen.

## Fouten
- Tekstfoutje op pagina 40. "Bao, kom uit dat aparaat!". Aparaat wordt beter apparaat.

## Achtergronden bij het verhaal
- Het laatste album dat in 2015, het feestjaar van 60 jaar Jommeke verschijnt, werd bedacht en getekend door Sarina Ahmad, de kleindochter van Jef Nys.
- Het begijntje Eufrasieke maakt gebruik van een smartphone.